# Muzeum Jana Amose Komenského
Muzeum Jana Amose Komenského v Uherském Brodě je muzeum zaměřené na dokumentaci a studium života a díla Jana Amose Komenského a na historii a etnografii regionu Uherskobrodska.
Krátkodobé výstavy muzeum pořádá dle ročního výstavního plánu. V komeniologickém oboru shromažďuje dokumenty o životě a díle Komenského a umělecká díla k němu se vztahující, v knihovně se nalézá rozsáhlá komeniologická literatura. Územní působnost v tomto oboru zahrnuje celou Českou republiku, významná je i spolupráce se zahraničními institucemi, především s Muzeem Komenského v Naardenu. 
Kromě expozic a výstav patří k činnosti muzea oslavy Dne učitelů (mající podobu Dnů Komenského) a mezinárodní komeniologická kolokvia pořádaná od roku 1971. Od roku 1998 se zde koná každoroční soutěžní přehlídka videofilmů muzeí – MUSAIONFILM.
Muzeum sídlí v Uherském Brodě v části dochovaného městského opevnění ze 14. až 16. století s barokním sálem z konce 17. století.

## Z historie muzea
Muzeum vzniklo v roce 1898 s názvem Jubilejní krajinské muzeum a zaměřením na regionální historii. Umístěno bylo v boční lodi odsvěceného kostela sv. Jana Křtitele (nyní chrám Mistra Jana Husa). Finančním přispěním se o jeho zřízení zasadili: město Uherský Brod, arcibiskup olomoucký ThDr. Theodor Kohn, zemský výbor Markrabství moravského a starosta města Ignác Seichert. Tehdejší sbírky představoval historický materiál: archeologické nálezy z okolí města, numismatická sbírka, umělecké předměty, hrnčířské výrobky, národopisná sbírka, rukopisné památky, církevní předměty. Správu muzea vykonávala Musejní společnost pro jihovýchodní Moravu, založená 1899, od roku 1904 byl název změněn na Musejní společnost pro moravské Slovácko.
Časem se vyvinulo oddělení Comenianum, které shromažďovalo díla Komenského ve starých tiscích i nových edicích a literaturu o něm. V roce 1920 se muzeum přestěhovalo do Panského domu, ale kvůli nedostačujícímu prostoru bylo žádáno o přidělení dalších místností. Město muzeu roku 1924 nabídlo sál zvaný Baraník, součást tzv. Zámku, tam se však vyskytly potíže s vlhkostí. V roce 1929 započalo vysoušení prostoru, kvůli rozšíření sbírkového fondu bylo ale nutné vybudovat i nový sál mezi Baraníkem a Zámeckou branou, předaný do užívání v roce 1932.

Expozice ve sloupovém sále, 1934

Stálá expozice Komenského, 1970

Významné bylo konání výstavy bratrských tisků a děl J. A. Komenského v roce 1935. Roku 1944 bylo výborem Společnosti sjednáno, aby muzeum dostalo jméno Komenského, což se oficiálně uskutečnilo roku 1945. V roce 1951 došlo k nahrazení Musejní společnosti pro moravské Slovácko tzv. muzejní komisí při Městském národním výboru v Uherském Brodě. Zkušenosti z Výstavy životního díla J. A. Komenského roku 1950 a výstavy Komenský v umění roku 1952 posloužily při přípravě stálé expozice, nazvané Památník Jana Amose Komenského. Ta sloužila od roku 1953 až do roku 1970. Od 1. ledna 1954 muzeum získalo statut okresního muzea, po zrušení okresu Uherský Brod roku 1960 přešlo do správy odboru kultury při ONV v Uherském Hradišti.
Prvním placeným odborným pracovníkem muzea se roku 1955 stal významný muzeolog Josef Beneš, dřívější předseda muzejní komise, který zastával funkci ředitele. Roku 1956 byl povolán na ministerstvo kultury do funkce inspektora muzeí a ve funkci jej vystřídal archeolog Jan Pavelčík (ředitelem do roku 1970).
Práce uherskobrodských komeniologů byla od roku 1957 organizována pod Komisí pro studování archivů, zaměřenou k životu a dílu J. A. Komenského. Její transformací bylo téhož roku vytvořeno Komeniologické dokumentační středisko. Jeho úkoly v roce 1965 převzalo muzeum samotné, a tak bylo zařazeno do muzeí I. kategorie.  
Rokem 1970 končí spolupráce muzea s dobrovolnými pracovníky a jeho další činnost je organizována výhradně za pomoci stálých odborných zaměstnanců zařazených ve specializovaných odděleních. Těžiště výzkumné činnosti je přeneseno do oblasti komeniologického bádání, a to především zásluhou vedoucího komeniologického oddělení PhDr. Pavla Flosse. Na činnost Beneše a Pavelčíka navázal pak zejména Pavel Popelka, který se svými etnografickými výzkumy věnoval problematice života obyvatel Uherskobrodska.   

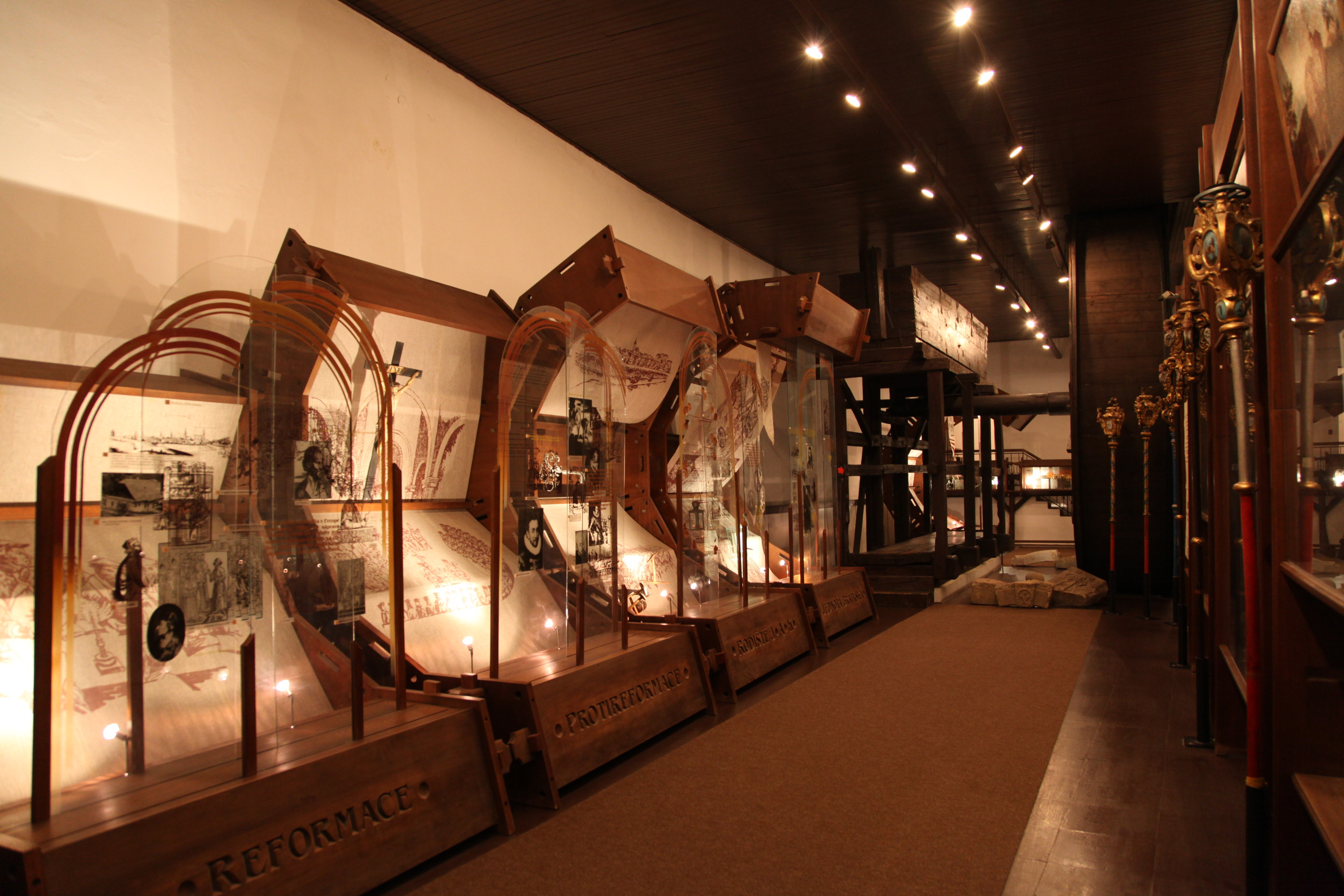
Stálá expozice Komenského otevřená 1992

Z důvodů speciálního komeniologického zaměření přešlo muzeum od 1. ledna 1991 do správy Ministerstva kultury ČR. Nově zrekonstruované muzeum bylo veřejnosti představeno u příležitosti oslav 400. výročí narození J. A. Komenského 28. března 1992. V tento den zde byla prezidentem republiky Václavem Havlem slavnostně otevřena expozice Jan Amos Komenský lidstvu, která vznikla pod záštitou UNESCO a která byla v muzeu instalována až do září 2021. 

## Expozice
V muzeu se nacházejí tyto stálé expozice rozdělené do dvou prohlídkových okruhů:
- Na jevišti světa. Jan Amos Komenský a jeho doba – věnovaná životu a dílu Komenského (1. prohlídkový okruh).
- Stará škola a Informatorium – výukové prostory (součástí 1. prohlídkového okruhu).
- Starožitnosti Uherskobrodska – regionální historie a etnografie (2. prohlídkový okruh).
- Uherský Brod v proměnách času – nejvýznamnější události a dějinné okamžiky z historie Uherského Brodu (součástí 2. prohlídkového okruhu).

Mimo hlavní objekt muzea:
- Rolnický dům a hospodářství ve stavení č. p. 57 ve Vlčnově – etnografická expozice situovaná do stavení lidové architektury ve Vlčnově.
- Mundus Comenii – v nizozemském Naardenu, zaměřená na Komenského v kontextu 17. století.

### Na jevišti světa. Jan Amos Komenský a jeho doba

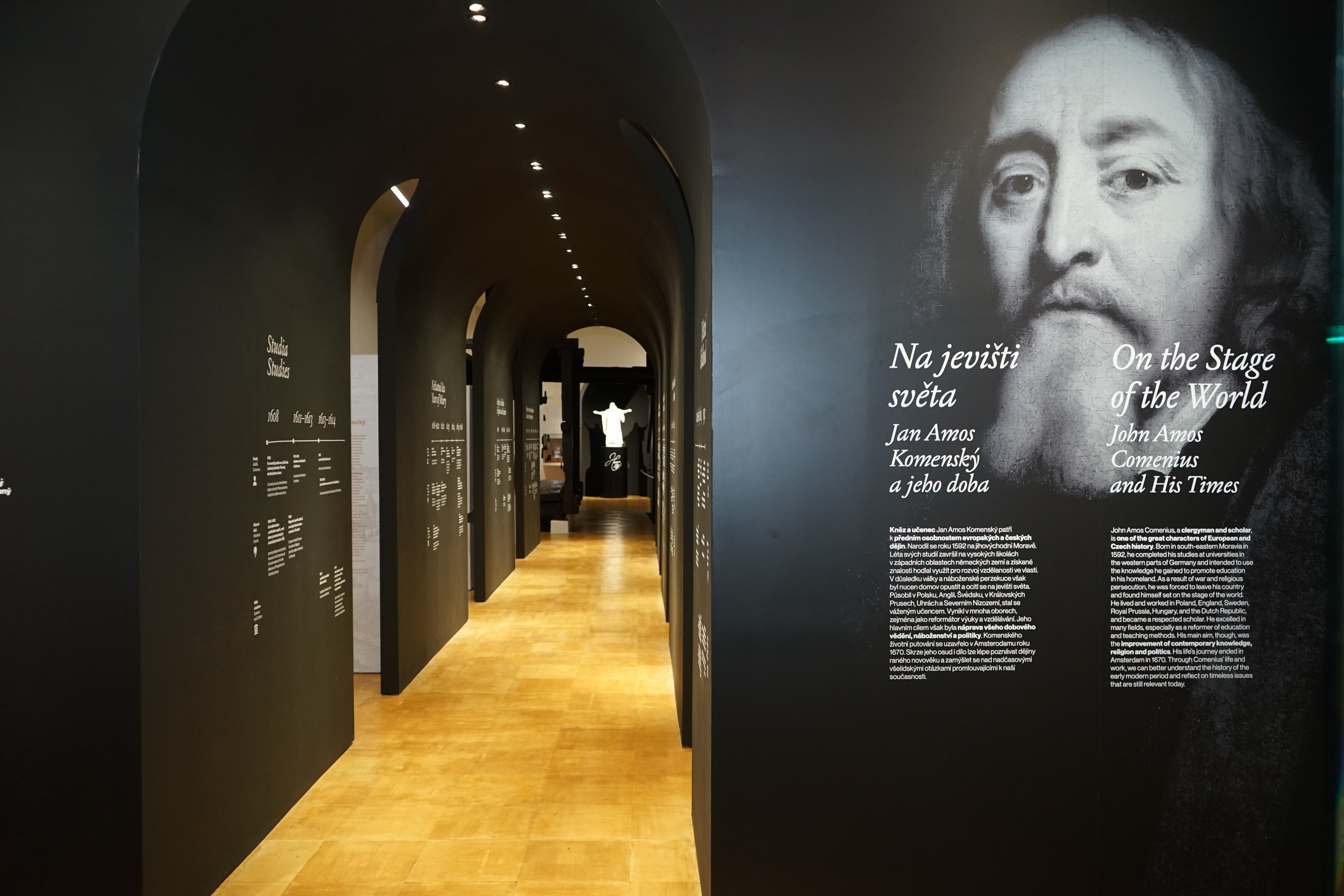
Úvodní sál expozice Na jevišti světa, 2022

Expozice byla slavnostně otevřena 28. března 2022 u příležitosti 430. výročí narození Komenského. Představuje Komenského dobu a jeho místo v tehdejší společnosti, ale také jeho dílo a stále aktuální aspekty. Má několik částí:  
1. Život Komenského – zásadní události ze života Jana Amose Komenského s důrazem na společenský kontext 16. a 17. století. Devět témat (od rudolfinské Prahy po Amsterodam zlatého věku Nizozemska) je doplněno časovou osou a interaktivními prvky pro děti. Multimediální instalace, vzniklá uzpůsobením barvířského mandlu z 19. století, představuje požár Lešna roku 1656. Na konci sálu je socha od Jana Laudy z 1. poloviny 20. století zobrazující Komenského s otevřenou náručí.
2. Labyrint svět a ráj srdce – audiovizuální instalace, vzniklá na základě kresby z rukopisu Labyrintu světa a ráje srdce. Trojrozměrný model města-světa je doplněn videomappingem.

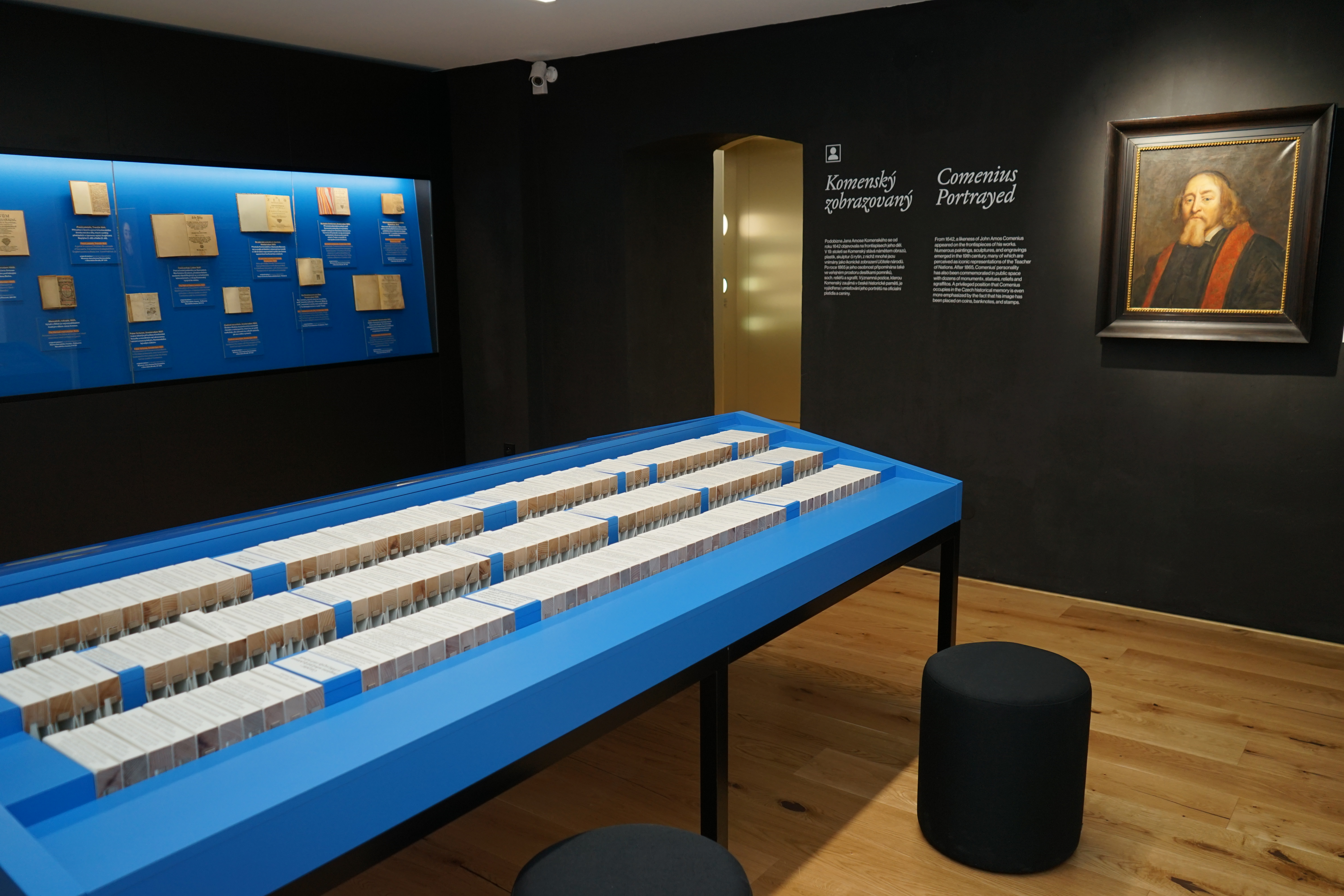
Sál Komenský tištěný, 2022

3. Sál Komenský tištěný, 2022Theatrum – neboli Divadlo, je pojmenováno dle Komenského encyklopedického spisu Theatrum universitatis rerum, který je zpracován v promítaném filmu.
4. Dílo – část expozice začíná u knihtisku, nezbytného předpokladu šíření vzdělanosti. Pokračuje v sále Komenský tištěný, kde je ukázáno dílo Jana Amose jako celek, a to dle témat: pedagogické, umělecko-literární, filosofické a teologické. Každé z nich obsahuje i tzv. příběh knihy ilustrující osudy vybraných knih od jejich sepsání až po současnost.
5. Komenský zobrazovaný – proměny vizuálního ztvárnění Jana Amose od 17. století do současnosti. Komenský na bankovkách, známkách, medailích, ale také humorných karikaturách.

## Studia Comeniana et historica
Muzeum vydává od roku 1971 časopis Studia Comeniana et historica (Časopis Muzea Jana Amose Komenského pro komeniologii, historii 16.–18. století a regionální dějepis moravsko-slovenského pomezí). Vychází jednou ročně jako dvojčíslo, dříve vycházel dvakrát ročně (ISSN: 0323-2220). Toto periodikum nahradilo dřívější Zprávy Muzea J. A. Komenského.

## Spolupráce s muzeem v Naardenu
Uherskobrodské muzeum Komenského spolupracuje s Muzeem Komenského v Naardenu v Nizozemsku. Obě instituce uzavřely smlouvu o spolupráci v oboru komeniologie dne 1. prosince 2004. Města Uherský Brod a Naarden jsou partnerskými městy.
V rámci spolupráce muzeí jsou společně připravovány krátkodobé výstavy (obvykle jedna za 2 roky), na rok 2024 je plánováno společné komeniologické kolokvium.  
V režii uherskobrodského muzea za spolupráce nizozemských kolegů byla vytvořena expozice Mundus Comenii (Svět Komenského), která byla otevřena v Naardenu roku 2021.   